# IntelliCAD
El IntelliCAD Technology Consortium es una organización de desarrolladores CAD, los cuales desarrollan aplicaciones para IntelliCAD, un motor de Diseño asistido por computador (CAD). El motor de IntelliCAD, basado en las bibliotecas DWGDirect de la Open Design Alliance, lee y escribe en formato OpenDWG, un formato de archivo parcialmente compatible con el estándar de facto de la industria DWG para almacenar tanto información gráfica como textual de aplicaciones CAD.
El motor de IntelliCAD no solo proporciona compatibilidad nativa con DWG y DXF(desarrollado por la empresa Autodesk para su software AutoCAD), sino que adicionalmente contiene un conjunto de comandos similar a AutoCAD de Autodesk Inc. De manera similar, IntelliCAD implementa varias formas de comunicación, o APIs, tal y como LISP, COM, Visual Basic, y SDS (API de programación C/C++ de IntelliCAD) que permiten a los usuarios crear complejas aplicaciones CAD personalizadas.
Aunque IntelliCAD consiste en un motor CAD genérico con completas capacidades para mostrar, modificar y crear dibujos 2D o modelos 3D, los miembros del consorcio usan su amplia API para programar aplicaciones especializadas. Los miembros del IntelliCAD Technology Cosortium deben de pagar una cantidad anual como derecho de explotación de IntelliCAD, y por tanto pueden revender IntelliCAD sin coste adicional y tener acceso completo a su código fuente.
El IntelliCAD Technology Consortium es un es miembro fundador de Open Design Alliance, creadores del formato OpenDWG CAD y de las bibliotecas Teigha.

## Versiones de IntelliCAD
- IntelliCAD 98 (abril de 1998) - La primera versión del programa lanzado por Visio Corporation

- IntelliCAD 99 Beta (septiembre de 1999) - emitido por Visio Corporation para crear el Consorcio de Tecnología IntelliCAD

- IntelliCAD 2000 (marzo de 2000): la primera versión de trabajo del programa lanzado por el Consorcio de Tecnología IntelliCAD

- IntelliCAD 2001 (mayo de 2001): se han realizado una serie de mejoras, se han agregado nuevas funciones, como compatibilidad con los tipos de línea de AutoCAD, etc.

- IntelliCAD 2001 v3.3 (julio de 2002) - soporte agregado para Windows XP

- IntelliCAD 4 (marzo de 2003): se realizaron varias mejoras y se agregaron nuevas funciones

- IntelliCAD 5 (octubre de 2004): soporte agregado para el formato de archivo DWG 2004[1]

- IntelliCAD 5.1 (enero de 2005) - la próxima versión, cambios menores

- IntelliCAD 6.0 (mayo de 2005): se han agregado nuevas funciones, como compatibilidad con hojas de estilo de impresión de AutoCAD, etc.

- IntelliCAD 6.1 (septiembre de 2005) realizó una serie de mejoras, agregó nuevas características, por ejemplo, mejor calidad de representación

- IntelliCAD 6.2 (abril de 2006): se agregó compatibilidad con True Color, una serie de mejoras[2]

- IntelliCAD 6.3 (marzo de 2007): soporte adicional para el formato de archivo DWG 2007[3]

- IntelliCAD 6.4 (agosto de 2007): soporte mejorado para el formato de archivo DWG 2007 (soporte agregado para objetos específicos de AutoCAD 2008)

- IntelliCAD 6.5 (julio de 2008): rendimiento mejorado, compatibilidad ampliada para archivos de imagen, corrección ortográfica adicional, localización de interfaz (10 idiomas distintos del inglés).

- IntelliCAD 6.6 (octubre de 2009) es la primera versión preliminar de la versión 6.6. Contiene numerosas correcciones de errores.
- IntelliCAD 7 - el 29 de octubre de 2008. Durante la reunión anual del ITC en Atenas, Grecia, se anunció la primera versión de prueba de la nueva versión. Una de las funciones es la sustitución completa de la antigua base de datos interna del ITC y la antigua "SDS".[4][5][6][7]
- IntelliCAD 8 - el 13 de junio de 2014 Intellicad lanzó IntelliCAD 8.0 versiones de 64 bits y 32 bits que permite abrir, guardar y crear archivos *.dwg, incluido el último formato de archivo 2014. Las nuevas características incluyen estados de capa, filtros de capa con búsqueda, transparencia de capa y congelación de ventanas, archivos personalizados menu.cui, selección rápida, órbitas 3D, opciones de cuadrícula adicionales, Importación de archivos Collada (*.dae), imagen ráster comprimida MrSID MG4 comprimida y más. IntelliCAD 8.0 incluye varias mejoras de API, incluidas las actualizaciones de la versión 3.9.1 de Teigha® Open Design Alliance (ODA) y la compatibilidad con VBA 7.1. Los miembros del ITC ahora tienen acceso al código fuente para componentes avanzados de procesamiento de imágenes y procesamiento[8][9][10][11][12][13][14][15][16]
- IntelliCAD 9 - es una versión que contiene muchas características y mejoras nuevas, incluida la compatibilidad nativa para abrir, editar y guardar archivos *.dwg 2018. IntelliCAD 9.0 aumenta rendimiento en muchas áreas, con el aumento más notable de la velocidad al guardar archivos. Ahora solo se guardan las modificaciones en los archivos *.dwg, lo que proporciona una velocidad excepcional, especialmente para archivos.dwg grandes que contienen solo unos pocos cambios. También se han solucionado algunos problemas relacionados con la ejecución de IntelliCAD en Fall Creators 2017 Microsoft® Windows® 10.[17][18][19][20][21]

## Miembros del IntelliCAD Technology Consortium
Una lista de los miembros actuales del ITC está disponible en la página Miembros/Productos donde puede explorar cómodamente los productos de los fabricantes individuales disponibles en el mercado dependiendo del motor IntelliCAD utilizado. Las empresas que ya no son miembros del ITC se eliminan de la lista.
Actualmente, los miembros principales del Consorcio IntelliCAD que utilizan el último motor IntelliCAD 9 son mínimos. (en orden alfabético) ActCAD Engineering Solutions Pvt. Ltd. (ActCAD 2020 / TrueCAD 2020), Carlson Software Inc. (Civil, Construction, Field, etc.), CAD-Manufacturing Solutions (CMS intellicad 9.1) y Microsurvey (MicroSurvey CAD 2019), Progesoft (ProgeCAD 2020) y Zwsoft (ZwCAD 2020).